# Beadnell
Beadnell – wieś w Anglii, w hrabstwie Northumberland. Leży 65 km na północ od miasta Newcastle upon Tyne i 461 km na północ od Londynu. W 2001 miejscowość liczyła 528 mieszkańców.